# Масса-ди-Сомма
Масса-ди-Сомма (итал. Massa di Somma) — коммуна в Италии, располагается в регионе Кампания, в провинции Неаполь.
Население составляет 5902 человека, плотность населения составляет 1700 чел./км². Занимает площадь 3,47 км². Почтовый индекс — 80040. Телефонный код — 081.
В коммуне 15 августа особо празднуется Успение Пресвятой Богородицы.